# Muntogna da Schons
Muntogna da Schons é uma comuna da Suíça, situada na região de Viamala, no cantão de Grisões. Tem 25,62 km² de área e sua população em 2018 foi estimada em 360 habitantes.
Foi criada em 1 de janeiro de 2021, a partir da fusão das antigas comunas de Casti-Wergenstein, Donat, Lohn e Mathon.